# Operación Ramadán
La Operación Ramadán fue una ofensiva en la Guerra Irán-Irak (1980-1988). Fue lanzada por Irán en julio de 1982 cerca de Basora, Irak, y se caracterizó por el uso de ataques de ola humana en una de las más grandes batallas desde la Segunda Guerra Mundial.

## Antecedentes
A mediados de 1982, Irak había sido expulsado de la mayor parte del territorio iraní, perdiendo mucho del que había ganado en la invasión en 1980. Sadam Huseín usó la invasión israelí del Líbano de ese año como una excusa para terminar la guerra y ayudar a los palestinos. Teherán rechazó las ofertas de paz de Bagdad y se preparó para extenderla a Irak.
Inicialmente algunos en Teherán rechazaron la idea de la invasión, alegando que bajaría la moral de Irán y disminuiría la simpatía ganada por países musulmanes como resultado de la invasión de Hussein. Estos individuos estaban dirigidos por oficiales militares iraníes, aunque esas voces estaban cerradas por las voces proguerra en Teherán, clamaban Bagdad sería derrotada con el uso de luchadores entusiastas e invocando el sentimiento antigobierno entre los chiitas de Irak. Con el tiempo la población iraní experimentó una euforia de victoria. Los planes de invasión incluyeron silenciar la artillería iraquí que bombardeó las ciudades fronterizas civiles, la destrucción del III Cuerpo iraquí y la toma del estuario de Shatt al-Arab. El primer día de la operación coincidió con el mes santo del Ramadán, de allí su nombre.

## Preparativos
En los años anteriores Sadam Huseín quería tomar las precauciones necesarias para prevenirse ante una invasión iraní, así disponer en caso de ataque de una fuerza de número considerable en la frontera con Irán y así contrarrestar cualquier penetración. Aunque severamente desmoralizadas, las tropas iraquíes disfrutaban de mejores abastecimientos, instrucción y podían obtener información de sus contrapartes iraníes mediante sobornos en especie de forma común. Los iraquíes también hicieron un detallado plan de construcción mediante una serie de fortificaciones, que en su mayoría constaban de terraplenes, trincheras y campos minados, aparte de nutridos grupos de nidos de ametralladoras y óbuses dispersos para iniciar el ataque de verse invadidos, todo ello por las graves pérdidas de tropa sufridas en las anteriores operaciones iraníes.
Irak sufrió enormes pérdidas en las anteriores fases de la guerra. Un tercio de la Fuerza Aérea de Irak estaba en condiciones de acometer operaciones de ataque, pero las fuerzas remanentes fueron puestas en un estado de alerta permanente sin poderse desplegar en apoyo a las tropas en tierra, por lo que Irán, en provecho de esta circunstancia; dispuso de un número considerable de sus tropas al norte de Basora.
Los iraníes tenían como objetivo destruir al III Cuerpo mecanizado iraquí, que se encontraba al oeste del Shatt al-Arab. Desde que los tanques iraquíes fueron puestos para luchar en el campo de batalla y volcaron la balanza en favor de los iraquíes, los iraníes hicieron uso de grupos equipados con lanzacohetes RPG-7 para repeler a los citados blindados. Cada grupo portaba 3 granadas, además eran muy disciplinados en la lucha contra tanques, aparte de efectivos en su rol, aunque sufrieron grandes pérdidas humanas debido a la estrategia de embestida directa mediante escudos humanos de dichos equipos.
Los generales iraníes querían lanzar un ataque generalizado contra Bagdad, para antes de que los embarques de armas hacia Irak se incrementaran y pudieran equipar a más regimientos, por lo que dicho ataque sería un suicidio después de que los arsenales de armas iraquíes comenzaran a incrementarse continuamente, debido al manifiesto apoyo recibido desde occidente en Irak. En vez de ello, se tomó la decisión de capturar una gran área de Irak colindante a Irán, tras lo que esperaba que con las olas de combatientes serializadamente enviadas y provenientes de los Cuerpos de la Guardia Revolucionaria de Irán se pudiesen crear, junto a los musulmanes chiítas irquíes; sociedades para coordinar un nuevo frente de guerra más amplio y letal. Posteriormente los historiadores han remarcado este hecho como el primero de los intentos en una serie de actos desafortunados que pudieron haber llevado a Irán directamente hacia la derrota.

## La batalla
La batalla fue precedida por 2 días de bombardeo donde la artillería pesada abrió fuego contra las líneas del frente. El 13 de julio el código transmitido en las frecuencias de radio a lo largo de las líneas ironies fue: Ya Saheb ez-Zaman! Ya Saheb ez-Zaman! (en idioma persa: Tú imam estás ausente).
100,000 efectivos de los Cuerpos de la Guardia Revolucionaria Islámica (CGRI, llamados Pasdaran) y de la milicia Basij cargaron hacia las líneas iraquíes. En apoyo a estas fuerzas había 6 divisiones regulares del ejército. Estas eran las divisiones armadas 16, 88 y 92 y las 21 y 77 divisiones de infantería. Algunas de las fuerzas de los Pasdaran y los Basij fueron usadas para detonar minas antipersonales en la ola de ataques de tanques Chieftain iraníes. Los combatientes cerraron 1 otro que los iraníes harían para emboscar a los tanques iraquíes y las granadas de aquellos atravesaron los cascos de estos; para el octavo día los iraníes habían ganado 16.9 kilómetros y tomaron un número de puentes.
Sin embargo el ataque se interrumpió cuando los iraníes cavaron para defenderse. Aprovechando esto Irak usó sus helicpóteros Mi-25 soviéticos junto con los "Gazelle" franceses armados con misiles HOT antimaterial contra columnas de la infantería mecanizada y los tanques iraníes. Esos equipos de helicópteros “cazadores-asesinos” se formaron con la ayuda de asesores de Alemania Oriental, lo que resultó muy costoso para las fuerzas iraníes durante esta operación. La batalla también fue notable por los combates aéreos entre los MiG's iraquíes y los Phantom iraníes.
El 16 de julio Irán atacó más lejos hacia el norte y tomó el lado iraquí. Pero las pobremente equipadas fuerzas iraníes estuvieron cara a cara contra el fuego de ametralladoras y tanques de las líneas iraquíes. Solamente a 12.87 km de Basora un grupo de iraníes se rindió cuando fue atacado por fuego pesado iraquí; algunos prisioneros fueron ejecutados. 3 ataques similares más ocurrieron alrededor del área de la carretera Jorramchar-Bagdad se hicieron hacia el fin del mes pero ninguno fue significativo.
Irak concentró 3 divisiones armadas, la 3.ª, 9.ª y 10.ª como una fuerza de contraataque para atacar esas penetraciones. Ellas fueron sucesivamente derrotando los ataques iraníes, pero sufrieron graves bajas. La 9.ª División Armada en particular se desbandó y nunca se reformó.

## Tras la batalla
La operación fue la primera de varias ofensivas desastrosas que costaron miles de vidas en ambos bandos. Esta en general se saldó con las bajas de más de 80,000 muertos, 200,000 heridos y 45,000 prisioneros. En retrospectiva los iraníes tuvieron un comando más efectivo y un mejor control, apoyo aéreo y logística para apoyar sus ataques en primer plano. Sadam Huseín ofreció varios intentos de cese de fuego en los siguientes años, ninguno de ellos fue aceptado por el régimen revolucionario iraní.